# Sommer-Paralympics 2016/Teilnehmer (Ägypten)
| stlisierte Goldmedaille | stlisierte Silbermedaille | stlisierte Bronzemedaille |
| ----------------------- | ------------------------- | ------------------------- |
| 3                       | 5                         | 4                         |

Ägypten entsandte 11 Athletinnen und 34 Athleten zu den Paralympischen Sommerspielen 2016 in Rio de Janeiro,  die in fünf Sportarten antraten. Fahnenträger für Ägypten bei der Eröffnungsfeier war der Powerlifter Metwaly Mathana.

## Medaillen

### Medaillenspiegel
| Rang   | Sportart       | Gold | Silber | Bronze | Gesamt |
| ------ | -------------- | ---- | ------ | ------ | ------ |
| 1      | Powerlifting   | 3    | 4      | 3      | 10     |
| 2      | Leichtathletik | 0    | 1      | 0      | 1      |
| 3      | Sitzvolleyball | 0    | 0      | 1      | 1      |
| Gesamt | Gesamt         | 3    | 5      | 4      | 12     |

## Teilnehmer nach Sportart

### Leichtathletik
Laufen
| Athleten                 | Wettbewerb | Vorlauf | Vorlauf | Halbfinale | Halbfinale | Finale  | Finale | Rang |
| Athleten                 | Wettbewerb | Zeit    | Rang    | Zeit       | Rang       | Zeit    | Rang   | Rang |
| ------------------------ | ---------- | ------- | ------- | ---------- | ---------- | ------- | ------ | ---- |
| Männer                   |            |         |         |            |            |         |        |      |
| Mostafa Fathalla Mohamed | 100 m T37  | 11,52 s | 2       | —          | —          | 11,54 s | 2      |      |
| Mostafa Fathalla Mohamed | 400 m T37  | 54,27 s | 2       | —          | —          | 53,43 s | 4      | 4    |
| Mohamed Abdellatef       | 400 m T37  | 56,27 s | 3       | —          | —          | 55,61 s | 7      | 7    |

Springen und Werfen
| Athleten                 | Wettbewerb       | Finale  | Finale | Rang |
| Athleten                 | Wettbewerb       | Weite   | Rang   | Rang |
| ------------------------ | ---------------- | ------- | ------ | ---- |
| Männer                   |                  |         |        |      |
| Hamada Hassan            | Hochsprung T42   | 1,74 m  | 7      | 7    |
| Mohamed Mohamed Ramadan  | Diskuswerfen F37 | 47,97 m | 6      | 6    |
| Ibrahim Ibrahim          | Diskuswerfen F56 | 39,81 m | 5      | 5    |
| Mahmoud Ismail           | Speerwerfen F46  | 50,32 m | 7      | 7    |
| Mahmoud Ramadan El Attar | Speerwerfen F57  | 38,94 m | 8      | 8    |

### Powerlifting (Bankdrücken)
| Athleten        | Wettbewerb  | Ergebnis | Rang   |
| --------------- | ----------- | -------- | ------ |
| Männer          |             |          |        |
| Sherif Othman   | bis 59 kg   | 203 kg   | Gold   |
| Shaaban Ibrahim | bis 65 kg   | 193 kg   | Bronze |
| Mohamed Elelfat | bis 72 kg   | NVL      | NVL    |
| Metwaly Mathana | bis 80 kg   | NVL      | NVL    |
| Hany Abdelhady  | bis 88 kg   | 200 kg   | 6      |
| Mohamed Eldib   | bis 97 kg   | 237 kg   | Gold   |
| Mohamed Ahmed   | bis 107 kg  | 233 kg   | Silber |
| Amr Mosaad      | über 107 kg | 235 kg   | Silber |
| Frauen          |             |          |        |
| Nawal Ramadan   | bis 41 kg   | NVL      | NVL    |
| Zeinab Oteify   | bis 45 kg   | 90 kg    | 5      |
| Rehab Ahmed     | bis 50 kg   | 104 kg   | Silber |
| Fatma Omar      | bis 61 kg   | 140 kg   | Silber |
| Amal Mahmoud    | bis 67 kg   | 108 kg   | Bronze |
| Amany Ali       | bis 73 kg   | 127 kg   | Bronze |
| Gehan Hassan    | bis 79 kg   | 115 kg   | 6      |
| Randa Mahmoud   | bis 86 kg   | 130 kg   | Gold   |
| Nadia Ali       | über 86 kg  | NVL      | NVL    |

### Sitzvolleyball
| Wettbewerb       | Männer |
| ---------------- | --- |
| Athleten         | Metawa Abouelkhir Ashraf Abdalla Abdelnaby Abdellatif Mohamed Abouelyazeid Hesham Salah Elshwikh Hossam Massoud Ahmed Soliman Ahmed Amer Sabry Eid Shaaban Khater Elsayed Moussa Mohamed Zeid |
| Gruppenphase     | Deutschland 3:2 Brasilien 3:2 Vereinigte Staaten 3:0 |
| Halbfinale       | Bosnien und Herzegowina 0:3 |
| Spiel um Platz 3 | Brasilien 3:2 |
| Rang             | Bronze |

### Schwimmen
| Athleten         | Wettbewerb            | Vorlauf     | Vorlauf | Finale        | Finale        | Rang |
| Athleten         | Wettbewerb            | Zeit        | Rang    | Zeit          | Rang          | Rang |
| ---------------- | --------------------- | ----------- | ------- | ------------- | ------------- | ---- |
| Männer           |                       |             |         |               |               |      |
| Hani Abdelsalam  | 50 m Schmetterling S5 | 41,57 s     | 10      | ausgeschieden | ausgeschieden | 10   |
| Frauen           |                       |             |         |               |               |      |
| Ayaallah Tewfick | 50 m Freistil S6      | 38,71 s     | 15      | ausgeschieden | ausgeschieden | 15   |
| Ayaallah Tewfick | 400 m Freistil S6     | 6:01,32 min | 10      | ausgeschieden | ausgeschieden | 10   |

### Tischtennis
| Athleten                                       | Wettbewerb       | Gruppenphase   | Gruppenphase | Achtelfinale  | Achtelfinale  | Viertelfinale       | Viertelfinale | Halbfinale    | Halbfinale    | Finale        | Finale        | Rang |
| Athleten                                       | Wettbewerb       | Gegner         | Erg.         | Gegner        | Erg.          | Gegner              | Erg.          | Gegner        | Erg.          | Gegner        | Erg.          | Rang |
| ---------------------------------------------- | ---------------- | -------------- | ------------ | ------------- | ------------- | ------------------- | ------------- | ------------- | ------------- | ------------- | ------------- | ---- |
| Männer                                         |                  |                |              |               |               |                     |               |               |               |               |               |      |
| Sameh Saleh                                    | Einzel C4        | N. Turan       | 1:3          | Choi I.-s.    | 2:3           | ausgeschieden       | ausgeschieden | ausgeschieden | ausgeschieden | ausgeschieden | ausgeschieden | 9    |
| Sameh Saleh                                    | Einzel C4        | E. Gomez       | 3:2          | Choi I.-s.    | 2:3           | ausgeschieden       | ausgeschieden | ausgeschieden | ausgeschieden | ausgeschieden | ausgeschieden | 9    |
| Hassaan Tolba                                  | Einzel C5        | A. Öztürk      | 3:0          | —             | —             | M. Palikuca         | 1:3           | ausgeschieden | ausgeschieden | ausgeschieden | ausgeschieden | 5    |
| Hassaan Tolba                                  | Einzel C5        | Lin Y.-H.      | 3:1          | —             | —             | M. Palikuca         | 1:3           | ausgeschieden | ausgeschieden | ausgeschieden | ausgeschieden | 5    |
| Ehab Fetir                                     | Einzel C5        | T. Urhaug      | 0:3          | —             | —             | V. Baus             | 0:3           | ausgeschieden | ausgeschieden | ausgeschieden | ausgeschieden | 5    |
| Ehab Fetir                                     | Einzel C5        | N. Savant-Aira | 3:1          | —             | —             | V. Baus             | 0:3           | ausgeschieden | ausgeschieden | ausgeschieden | ausgeschieden | 5    |
| Ibrahim Hamato                                 | Einzel C6        | D. Wetherill   | 0:3          | ausgeschieden | ausgeschieden | ausgeschieden       | ausgeschieden | ausgeschieden | ausgeschieden | ausgeschieden | ausgeschieden | 11   |
| Ibrahim Hamato                                 | Einzel C6        | T. Rau         | 0:3          | ausgeschieden | ausgeschieden | ausgeschieden       | ausgeschieden | ausgeschieden | ausgeschieden | ausgeschieden | ausgeschieden | 11   |
| Sayed Youssef                                  | Einzel C7        | J.-P. Montanus | 1:3          | K. Dourbecker | 3:0           | W. Bayley           | 0:3           | ausgeschieden | ausgeschieden | ausgeschieden | ausgeschieden | 5    |
| Sayed Youssef                                  | Einzel C7        | P. Salmin      | 3:1          | K. Dourbecker | 3:0           | W. Bayley           | 0:3           | ausgeschieden | ausgeschieden | ausgeschieden | ausgeschieden | 5    |
| Abdelrahman Ahmed                              | Einzel C10       | Lian Hao       | 0:3          | ausgeschieden | ausgeschieden | ausgeschieden       | ausgeschieden | ausgeschieden | ausgeschieden | ausgeschieden | ausgeschieden | 11   |
| Abdelrahman Ahmed                              | Einzel C10       | D. Kodjabashev | 0:3          | ausgeschieden | ausgeschieden | ausgeschieden       | ausgeschieden | ausgeschieden | ausgeschieden | ausgeschieden | ausgeschieden | 11   |
| Ehab Fetir Sameh Saleh Hassaan Tolba           | Mannschaft C4-5  | —              | —            | Spanien       | 2:1           | Volksrepublik China | 0:2           | ausgeschieden | ausgeschieden | ausgeschieden | ausgeschieden | 5    |
| Sayed Youssef Abdelrahman Ahmed Ibrahim Hamato | Mannschaft C9-10 | —              | —            | Tschechien    | 0:2           | ausgeschieden       | ausgeschieden | ausgeschieden | ausgeschieden | ausgeschieden | ausgeschieden | 9    |
| Frauen                                         |                  |                |              |               |               |                     |               |               |               |               |               |      |
| Faiza Mahmoud                                  | Einzel C7        | K. Korkut      | 0:3          | —             | —             | —                   | —             | ausgeschieden | ausgeschieden | ausgeschieden | ausgeschieden | 7    |
| Faiza Mahmoud                                  | Einzel C7        | G. Munoz       | 0:3          | —             | —             | —                   | —             | ausgeschieden | ausgeschieden | ausgeschieden | ausgeschieden | 7    |
| Faiza Mahmoud                                  | Einzel C7        | K. van Zon     | 0:3          | —             | —             | —                   | —             | ausgeschieden | ausgeschieden | ausgeschieden | ausgeschieden | 7    |